# Визир, Анатолий Михайлович
Анато́лий Миха́йлович Визир (укр. Анатолій Михайлович Візір, 13 августа 1956 года, Нежин) — кандидат юридических наук, в 2006—2011 годах председатель Апелляционного суда Луганской области Украины. Судья первого квалификационного класса.
Стал широко известен после сообщения ряда СМИ о том, что 15 апреля 2014 года был избран «временным президентом Федерации Юго-Востока Украины» и «командующим национальной армии Юго-Востока Украины».

## Биография
Родился 13 августа 1956 года в городе Нежин Черниговской области в рабочей семье Михаила Григорьевича и Таисии Петровны.
После окончания школы в 1971—1975 годах учился в Нежинском медицинском училище, впоследствии проходил службу в рядах Советской Армии в группе Советских войск в Германии, сначала санинструктором роты, а затем начальником медицинской службы войсковой части.
С 1977 года после демобилизации работал фельдшером отделения скорой помощи, регулятором электромеханических приборов и систем сборного цеха завода «Прогресс» в Нежине.
В 1983 году окончил Харьковский юридический институт. Во время учёбы был комиссаром студенческого строительного отряда.
С 1983 года работал на должности судьи Рубежанского городского народного суда Луганской (тогда — Ворошиловградской области), а затем — исполняющим обязанности председателя Рубежанского суда. C 1987 года по июль 2004 года занимал должность судьи Судебной палаты по криминальным делам Луганского областного суда. С 1995 года был избран членом Президиума Луганского областного суда.
В июне 2004 года назначен на должность первого заместителя председателя Апелляционного суда Луганской области, а в июле 2006 года — председателем Апелляционного суда в Луганской области (после избрания Леонида Фесенко народным депутатом в 2006 году), в декабре 2011 года освобождён от должности.
Практическую работу по соблюдению законности Анатолий Михайлович сочетал с теоретической, являясь автором научных публикаций и статей в научных юридических журналах.
В 2012 году защитил в Национальном юридическом университете имени Ярослава Мудрого в Харькове кандидатскую диссертацию на тему «Международно-правовые обязательства государств по Конвенции Организации Объединенных Наций против коррупции» по специальности 12.00.11 «международное право»
15 апреля 2014 года по итогам селекторного опроса состава руководящих органов сопротивления Юго-Востока Украины, как в районах где власть находилась в их руках, так и работающих в подполье, был избран абсолютным большинством голосов временным Президентом самопровозглашённой Федерации Юго-Востока Украины и командующим Национальной армии Юго-Востока Украины.
16 апреля 2014 года Прокуратура Луганской области открыла процессуальное руководство по уголовному производству, начатому СБУ в Луганской области в отношении А. М. Визира.

## Семья
Жена — Ольга Васильевна Визир (1958 г.р.). Дочь — Анастасия (1983 г.р.), которая также окончила Национальную юридическую академию Украины имени Ярослава Мудрого.

## Награды
- Орден «За заслуги» III степени — за значительный личный вклад в социально-экономическое, научное и культурное развитие Украины, весомые трудовые достижения и активную общественную деятельность
- Заслуженный юрист Украины (25 июня 2010 года)[8]